# 7092 Cadmus
7092 Cadmus eller 1992 LC är en asteroid i huvudbältet som korsar Mars omloppsbanor. Den upptäcktes 4 juni 1992 av det amerikanska astronom paret Eugene M. och Carolyn S. Shoemaker vid Palomar-observatoriet. Den är uppkallad efter Kadmos i den grekiska mytologin.
Asteroiden har en diameter på ungefär 6 kilometer och den tillhör asteroidgruppen Apollo.